# William Edward Power
William Edward Power (* 27. September 1915 in Montreal; † 29. November 2003) war Bischof von Antigonish.

## Leben
William Edward Power empfing am 7. Juni 1941 die Priesterweihe.
Papst Johannes XXIII. ernannte ihn am 12. Mai 1960 zum Bischof von Antigonish. Der  Erzbischof von Montréal, Paul-Émile Kardinal Léger PSS, weihte ihn am 20. Juli desselben Jahres zum Bischof; Mitkonsekratoren waren Joseph Gerald Berry, Erzbischof von Halifax, und Malcolm Angus MacEachern, Bischof von Charlottetown. 
Er wurde am 10. August 1960 in sein Amt eingeführt. Er nahm an allen Sitzungsperioden des Zweiten Vatikanischen Konzils teil. Von seinem Amt trat er am 12. Dezember 1986  zurück.